# Price Tag
«Price Tag» — песня британской певицы Jessie J из её дебютного альбома Who You Are. Композиция была записана при участии американского рэпера B.o.B. Трек был выпущен 31 января в Великобритании в качестве второго сингла с Who You Are.

## О песне
Авторами песни являются Jessie J, Dr. Luke и B.o.B., а продюсером выступил Dr. Luke. Официальный ремикс на песню был записан совместно с Британским рэпером Делвином. «Price Tag» дебютировала на первой позиции в чартах Великобритании, Ирландии и Новой Зеландии, став первым синглом Джесси который занял первую позицию в данных чартах. В американском чарте Billboard Hot 100 песня заняла 23 место. Сингл также стал самым продаваемым в Великобритании.
По состоянию на февраль 2012 года сингл был продан в количестве двух миллионов копий. В декабре 2011 года Jessie записала рождественскую версию песни используя мелодию песни Jingle Bells, совместно с певицей Jan.
Лирика песни повествует о том, что деньги не имеют значение для человека.
Ударный семпл взят из песни «Zimba Ku» группы Black Heat.

## Критика
Песня получила положительные отзывы от критиков. Ник Левин сравнил песню с синглом Майли Сайрус «Party In The USA», автором которой также выступила Jessie, назвав её «солнечным» хип-хопом.

## Список композиций
- CD single / Digital download

1. «Price Tag» (featuring B.o.B) — 3:41
2. «Price Tag» (featuring Devlin) (Shux Remix) — 3:27
3. «Price Tag» (Benny Page Remix) — 4:29
4. «Price Tag» (Doman & Gooding Remix) — 4:58
5. «Price Tag» (acoustic version) — 3:19

- German CD single[8]

1. «Price Tag» (featuring B.o.B) — 3:41
2. «Price Tag» (acoustic version) — 3:19

- Digital download single

1. «Price Tag» (w/o Rap Edit) — 3:09

- Digital download (Shux Remix)[9]

1. «Price Tag» (Shux Remix featuring Devlin) — 3:27

- Digital download (Rizzle Kicks vs. Rural Remix)[10]

1. «Price Tag» (Rizzle Kicks vs. Rural Remix) [featuring B.o.B] — 3:15

## Чарты
| Чарт (2011)                         | Наивысшая позиция |
| ----------------------------------- | ----------------- |
| Australia (ARIA)                    | 2                 |
| Австрия (Ö3 Austria Top 40)         | 11                |
| Бельгия/Фландрия (Ultratop 50)      | 1                 |
| Бельгия/Валлония (Ultratop 50)      | 1                 |
| Canada (Canadian Hot 100)           | 4                 |
| Чехия (Rádio — Top 100)             | 3                 |
| Дания (Tracklisten)                 | 14                |
| Финляндия (Suomen virallinen lista) | 20                |
| Франция (SNEP)                      | 1                 |
| Германия (GfK)                      | 3                 |
| Венгрия (Rádiós Top 40)             | 1                 |
| Ирландия (IRMA)                     | 1                 |
| Италия (FIMI)                       | 5                 |
| Нидерланды (Dutch Top 40)           | 2                 |
| Новая Зеландия (Recorded Music NZ)  | 1                 |
| Норвегия (VG-lista)                 | 6                 |
| Poland (ZPAV)                       | 2                 |
| Romania (Romanian Top 100)          | 3                 |
| Шотландия (OCC Scotland)            | 1                 |
| Словакия (Rádio — Top 100)          | 4                 |
| Испания (PROMUSICAE)                | 17                |
| Spanish Airplay Chart (Promusicae)  | 2                 |
| Швеция (Sverigetopplistan)          | 17                |
| Швейцария (Schweizer Hitparade)     | 7                 |
| Великобритания (OCC UK Singles)     | 1                 |
| US Billboard Hot 100                | 23                |
| US Pop Songs (Billboard)            | 12                |
| US Hot Dance Club Play              | 9                 |

| Чарт (2012)                        | Наивысшая позиция |
| ---------------------------------- | ----------------- |
| Spanish Airplay Chart (Promusicae) | 34                |